# منظمة الضمان الاجتماعي الإيرانية
منظمة الضمان الاجتماعي (SSO) هي مُنظمة تأمين اجتماعي في إيران توفر تغطية للعاملين بأجر والعاملين بأجر بالإضافة إلى تغطية طوعية للعاملين لحسابهم الخاص. في عام 1975، تمت الموافقة على قوانين قانون الضمان الاجتماعي، وتم تأسيسها بناءً على ذلك.
لم تقم إيران بالتشريع لصالح الحماية الاجتماعية الشاملة، ولكن في عام 1996، قدر مركز الإحصاء الإيراني، أن أكثر من 73٪ من السكان الإيرانيين مشمولون بالضمان الاجتماعي. العضوية في نظام الضمان الاجتماعي إلزامية لجميع الموظفين.
وهي منظمة غير حكومية وتمول فقط من خلال المساهمات (بمشاركة المؤمن عليه (7٪)، صاحب العمل (20-23٪) والحكومة (3٪)). تمتد الحماية الاجتماعية إلى العاملين لحسابهم الخاص، الذين يساهمون طواعية ما بين 12 ٪ و 18 ٪ من الدخل اعتمادًا على الحماية المطلوبة. يمتلك الموظفون المدنيون والعسكريون النظاميون ووكالات إنفاذ القانون وحرس الثورة الإسلامية، وهي ثاني منظمة عسكرية كبرى في إيران، أنظمة التقاعد الخاصة بهم.

## المؤسسات التابعة
- شركة استثمار الضمان الاجتماعي ( الملقب بـ "شاستا")
  - شركة سدير تامين (بلاط وسيراميك)
  - شركة التامين للكيماويات والبتروكيماويات
  - شركة تامين لاستثمار الغاز والنفط
  - شركة تامين للاستثمار الصيدلاني
  - شركة التامين للاستثمارات الغذائية
  - شركة بارس للاستثمار الفندقي
  - شركة صبا تامين
  - رايتل (اتصالات)
- شركة إيران خانيزازي للاستثمار (الإسكان)
- بنك رفاه
- شركة تامين لخدمات تكنولوجيا المعلومات والاتصالات والاستشارات الإدارية
- شركة تدقيق الضمان الاجتماعي
- الوكالة العقارية للضمان الاجتماعي
- شركة كار وتامين
- مجموعة فندق حومة
- معهد منظمة الضمان الاجتماعي ميلاد سلامات للصحة والطب
- شركة مجموعة حكمت الطبية (المحدودة)

## روابط خارجية
- الموقع الرسمي
- إدارة الضمان الاجتماعي الأمريكية: دخول إيران (تفاصيل التغطية)